# وحشت جسمی
وحشت جسمی (انگلیسی: Body horror) به کاری در گونه وحشت گفته می‌شود که ترس را اساساً از طریق نابودی یا اضمحلال واضح بدن ایجاد می‌کند. این گونه کارها ممکن است با چیزهایی مانند پوسیدگی، بیماری، انگل، جهش یا قطع عضو در ارتباط باشند. دیوید کراننبرگ، فرانک هننلاتر، برایان یوزنا، استوارت گوردون، لوید کافمن و کلایو بارکر از جمله کارگردانان شناخته‌شده در این ژانر هستند.
برخی فیلم‌های این ژانر مانند جنایات آینده و تیتان به وحشت شهوانی تشبیه شده‌اند.